# Loxops
Loxops Cabanis, 1847 è un genere di uccelli passeriformi fringillidi della tribù dei Drepanidini, endemici delle Hawaii.

## Etimologia
Il nome scientifico del genere, Loxops, deriva dalla parola Loxia ("crociere"), alla quale viene aggiunto il suffisso greco -ωψ (-ōps, "simile a"), col significato di "simile a un crociere", in riferimento alla caratteristica conformazione del becco di questi uccelli.

## Descrizione
Al genere vengono ascritti uccelli di piccole dimensioni (attorno agli 11 cm), dall'aspetto massiccio e molto simile ai fringuelli continentali, con ali appuntite, coda lievissimamemente forcuta e becco robusto e dalle caratteristiche punte lievemente incrociate, come osservabile nei crocieri. Il piumaggio è dominato dai toni del bruno-rossiccio o del giallo-verdastro, con ali e coda più scure e spesso con presenza di una mascherina facciale più scura anch'essa: come in tutti i drepanidini, anche in questo genere è presente dimorfismo sessuale, coi maschi provvisti di una colorazione più vivida.

## Distribuzione e habitat
Il genere è endemico delle Hawaii, con ciascuna specie che occupa una propria isola (Maui, Oahu, Kauai, Big Island, dove vivono due specie): questi uccelli sono abitatori delle foreste montane con presenza di grossi alberi in cui cercare il cibo.

## Biologia
Tutte le specie ascritte al genere sono diurne e vivono in coppie, o al più in piccoli gruppi familiari. Questi uccelli sono perlopiù insettivori, nutrendosi di piccoli invertebrati che scovano ed estraggono nella vegetazione, utilizzando il caratteristico becco come una sonda: la dieta può inoltre essere integrata anche con nettare. Si tratta di uccelli monogami, coi due partner che collaborano nella costruzione del nido e nelle cure parentali ai nidiacei, mentre la cova delle uova è generalmente a carico della sola femmina.

## Tassonomia
Il genere è stato per lungo tempo considerato monotipico, comprendente cioè la sola specie L. coccineus: in seguito ad analisi del DNA, sono state elevate al rango di specie a sé stanti dapprima la popolazione di Kauai (considerata una sottospecie col nome di L. c. caeruleirostris), poi quella di Maui (L. c. ochraceus) e quella, attualmente estinta, dell'isola di Oahu (L. c. wolstenholmei). Al genere è stato inoltre ascritto anche il rampichino di Big Island, secondo alcuni da classificare invece nel genere Oreomystis o in un proprio genere monospecifico, Manucerthia.
Al genere vengono pertanto ascritte le seguenti specie:
- Loxops caeruleirostris (Wilson, 1890) - akekee
- Loxops coccineus (Gmelin, 1789) - akepa di Hawaii
- Loxops mana (Wilson, 1891) - rampichino di Hawaii
- Loxops wolstenholmei (Rothschild, 1893) - akepa di Oahu †
- Loxops ochraceus (Rotschild, 1893) - akepa di Maui

Nell'ambito della tribù Drepanidini, il genere Loxops si dimostra molto vicino agli amakihi del genere Chlorodrepanis, oltre che, sebbene meno nettamente, a Magumma.